# 寇轨
寇轨（?—?），字祖训，北魏上谷郡昌平县（今北京市昌平区）人。
寇祖训是河南公寇赞之孙、幽州刺史寇臻的长子，寇治、寇儁、寇弥的兄长。寇祖训官至顺阳郡太守。兄弟之间，孝友和睦，几代同居。父母去世很久，但平生所居住房屋，只设帷帐几杖，以时节开堂依次叩拜，垂泪祭献，如同宗庙。吉凶之事，必启告亡父，远出行返回也如是。其子寇遵贵、寇偘（字遵乐）、寇炽（字绍叔）、寇遵略。